# In einem Land vor unserer Zeit VI – Der geheimnisvolle Berg der Saurier
In einem Land vor unserer Zeit VI – Der geheimnisvolle Berg der Saurier ist ein Zeichentrickfilm. Regie führte Charles Gosvenor. Der Film ist im Jahr 1998 in den USA erschienen. Er stammt von Universal Pictures.

## Handlung
Eine Menge Legenden ranken sich um den geheimnisvollen Berg der Dinosaurier. So soll er über die Macht verfügen, Unheil aus dem Tal fernzuhalten. Außerdem soll er das Zuhause des sagenumwobenen "Einsamen Dinosauriers" sein. Die kleinen Dinos sind erpicht darüber, dieses Geheimnis zu lüften und machen sich auf den beschwerlichen und nicht gerade ungefährlichen Weg zum Berg. Die Nichten von Cera, Dinah und Dana sind auf den Felsen geklettert. Bei dem Versuch der anderen, die beiden zu retten, wird der Felsen beschädigt. Cera beschuldigt anschließend Littlefoot des Unglücks, da dieser und Doc über den geheimnisvollen Felsen geredet und die beiden so dazu animiert hätten, ihn aufzusuchen. Dann wird die Gruppe von einem Allosaurus verfolgt. Sie flüchten auf einem Baumstamm über eine Schlucht. Dieser bricht unter dem Allosaurus zusammen, sodass dieser in seinen Tod stürzt. Ceras Vater ist sehr enttäuscht von Cera, da sie nicht gut genug auf die Zwillinge aufgepasst hat. Im Laufe der nächsten Tage wird das Tal von einem Unglück nach dem nächsten verfolgt- unter anderem wird es von einem Tornado verwüstet. Bei diesem schützt Cera Dinah und Dana, während Littlefoot von Doc, dem einsamen Dinosaurier, geschützt wird. Nach dem Tornado erzählen Dinah und Dana Ceras Vater von ihrem Mut, woraufhin dieser sehr stolz auf sie ist. Obwohl Littlefoots Großvater Doc für die Rettung dankt, wird dieser beschuldigt, für die Unglücke verantwortlich zu sein. Entschlossen, Doc zu entlasten, macht sich Littlefoot auf, um den Zahn eines Scharfzahns zu holen, um damit den Felsen zu reparieren. Dabei wird er von einem Allosaurus und einem Tyrannosaurus verfolgt. Zu seinem Glück erscheinen sein Großvater und Doc, welche eine Reihe von Felsen niederreißen, um die Scharfzähne zu töten. Einer der Zähne des Allosaurus fällt heraus, so, dass der Saurierfelsen repariert werden kann. Anschließend verabschiedet sich Doc von allen, erwähnend, dass Littlefoots Großvater Littlefoots' Held ist, auf den er sich verlassen kann. Schließlich vergewissern sich Littlefoot und sein Großvater, ob die Gefahren nun wieder gebannt sind. Cera und Littlefoot erschaffen eine Legende, in der Littlefoots Großvater als Held namens "Der große Dinosaurier" dargestellt wird.

## Charaktere
| Rolle                  | Gattung     | Englischer Sprecher | Deutscher Sprecher        |
| ---------------------- | ----------- | ------------------- | ------------------------- |
| Littlefoot             | Apatosaurus | Thomas Dekker       | Constantin von Jascheroff |
| Cera                   | Triceratops | Anndi McAfee        | Magdalena Turba           |
| Petrie                 | Pteranodon  | Jeff Bennett        | Wolfgang Ziffer           |
| Spike                  | Stegosaurus | Jeff Bennett        | Mario von Jascheroff      |
| Littlefoots Großvater  | Apatosaurus | Kenneth Mars        | Karl Schulz               |
| Littlefoots Großmutter | Apatosaurus | Miriam Flynn        | Rita Engelmann            |
| Ceras Vater            | Triceratops | John Ingle          | Helmut Krauss             |
| Erzähler               |             | John Ingle          | Roland Hemmo              |
| Doc                    | Diplodocus  | Kris Kristofferson  | Volker Lechtenbrink       |